# Josef Vančura
Josef Vančura (21. února 1870 Lišov – 26. května 1930 Mariánské Lázně) byl český právník, profesor římského práva na právnické fakultě Univerzity Karlovy. Je považován za zakladatele české papyrologie.

## Život
Vystudoval české gymnázium v Českých Budějovicích, pak práva na české univerzitě v Praze, kde byl roku 1893 promován sub auspiciis imperatoris. Po krátké soudní praxi vstoupil do služeb českého zemského výboru, kde byl roku 1898 jmenován tajemníkem a téhož roku se habilitoval pro římské právo na české právnické fakultě. Administrativní praxi opustil v roce 1906, když byl jmenován mimořádným profesorem, řádným profesorem se stal roku 1909. Po odchodu profesora Heyrovského se stal ordinářem římského práva, mimořádný význam pro českou romanistiku mělo jeho do té doby jinak opomíjené bádání v oblasti starověkých papyrů. Díky předchozímu působení v právní praxi věnoval při výuce pozornost i praktickým příkladům z denního života, čímž se jeho přednášky staly velmi populárními. Tři funkční období, 1910–1911, 1911–1912 a 1924–1925, byl děkanem fakulty a v letech 1926–1927 i rektorem celé univerzity. Od roku 1925 byl také řádným členem České akademie věd a umění a v roce 1919 se stal mimořádným členem Královské české společnosti nauk. Spolupracoval na Ottově naučném slovníku, kam přispěl řadou hesel. Ještě před odchodem z fakulty habilitoval svého nástupce, Miroslava Boháčka.

## Dílo
- Usucapio pro herede : studie z práva římského (Praha, 1897)
- Praelegát dle práva římského (Praha, 1902)
- Agrární právo římské republiky (Praha : Bursík a Kohout, 1908)
- Pandekty (Praha : Všehrd, 1914, 1920 a 1922)
- Exekuční listiny dle práva papyrů (Praha : Čes. akademie, 1915)
- Úvod do studia soukromého práva římského (Praha, 1923)